# Kotówek
Kotówek is een plaats in het Poolse district  Łomżyński, woiwodschap Podlachië. De plaats maakt deel uit van de gemeente Jedwabne en telt 70 inwoners.